# Хилдьярд, Джек
Джек Хилдьярд (англ. Jack Hildyard; 17 марта 1908 — сентябрь 1990) — английский кинооператор. Лауреат премии «Оскар» за лучшую операторскую работу в фильме «Мост через реку Квай».

## Биография
Родился 17 марта 1908 года в Лондоне, Англия. Начал работать в кино с 1934 года в качестве помощника оператора. Как кинооператор дебютировал на съёмках фильма 1944 года «Генрих V» но в титрах не был указан. Его следующей работой стал фильм «Цезарь и Клеопатра», где он работал вместе с Джеком Кардиффом, Робертом Краскером и Фредди Янгом. Известен по фильмам «Звуковой барьер», «Выбор Хобсона», «Лето» и «Мост через реку Квай» британского кинорежиссёра Дэвида Лина. Является одним из основателей Британского общества кинооператоров.
Умер в сентябре 1990 года в Лондоне, Англия.

## Избранная фильмография
- 1944 — Генрих V / Henry V (в титрах не указан. реж. Лоренс Оливье)
- 1945 — Цезарь и Клеопатра / Caesar and Cleopatra (реж. Гэбриел Паскаль)
- 1952 — Звуковой барьер / The Sound Barrier (реж. Дэвид Лин)
- 1954 — Выбор Хобсона / Hobson’s Choice (реж. Дэвид Лин)
- 1955 — Лето / Summertime (реж. Дэвид Лин)
- 1956 — Анастасия / Anastasia (реж. Анатоль Литвак)
- 1957 — Мост через реку Квай / The Bridge on the River Kwai (реж. Дэвид Лин)
- 1959 — Внезапно, прошлым летом / Suddenly, Last Summer (реж. Джозеф Манкевич)
- 1960 — Бродяги / The Sundowners (реж. Фред Циннеман)
- 1960 — Миллионерша / The Millionairess (реж. Энтони Асквит)
- 1962 — Дорога в Гонконг / The Road to Hong Kong (реж. Норман Панама)
- 1963 — 55 дней в Пекине / 55 Days at Peking (реж. Николас Рэй)
- 1963 — Клеопатра / Cleopatra (в титрах не указан. реж. Джозеф Манкевич)
- 1965 — Битва в Арденнах / Battle of the Bulge (реж. Кен Эннакин)
- 1967 — Казино «Рояль» / Casino Royale (реж. Джон Хьюстон, Роберт Пэрриш, Вэл Гест, Кен Хьюз, Джозеф МакГрат)
- 1969 — Топаз / Topaz (реж. Альфред Хичкок)
- 1973 — Как можно быть таким ублюдком, инспектор Клифф? / Si può essere più bastardi dell'ispettore Cliff? (реж. Массимо Далламано)
- 1976 — Мухаммед — посланник Бога / The Message (реж. Мустафа Аккад)
- 1978 — Дикие гуси / The Wild Geese (реж. Эндрю В. Маклаглен)
- 1981 — Лев пустыни / Lion of the Desert (реж. Мустафа Аккад)

## Награды и номинации
- Лауреат премии «Оскар» в 1958 году за фильм «Мост через реку Квай»[4]

- Премия BAFTA за лучшую операторскую работу
  - Номинировался в 1964 году за фильм «Очень важные персоны[англ.]»[5]
  - Номинировался в 1965 году за фильм «Желтый роллс-ройс[англ.]»[6]
  - Номинировался в 1967 году за фильм «Модести Блейз»[7]

- Лауреат премии Британского общества кинооператоров в 1958 году за фильм «Мост через реку Квай»[8]